# Júpiter e Io (Correggio)
Júpiter e Io é uma pintura a óleo sobre tela de 1532-1533 do pintor italiano Antonio Allegri de Correggio (1489-1534), pintura que se encontra atualmente no Museu de História da Arte em Viena de Viena.
Fez parte de um conjunto de pinturas realizadas por Correggio para o duque Frederico II Gonzaga de Mântua tendo por tema os amores de Júpiter.

## Descrição e estilo
A pintura é dedicada à história de Io, uma sacerdotisa de Hera, conforme relatado nas Metamorfoses, o poema épico mitológico de Ovídio: enamorado dela, mas temeroso do ciúme da sua esposa Juno, Júpiter fez cair uma espessa neblina sobre a terra e seduziu a rapariga encantadora.
Júpiter era tentado frequentemente pela beleza doutras mulheres e assumia vários disfarces a fim de cobrir os seus encontros amorosos, uma vez tomando a forma de um cisne, outra vez de uma águia, e neste quadro não se transforma em nada mas envolve-se numa nuvem escura mesmo estando um dia claro. Ele abraça a ninfa, mal se vendo o rosto dele quase encostado ao dela. Ela prende a si o braço gasoso de Júpiter com mal contida sensualidade; esta é uma pintura sensual, representando um dos muitos amores do deus mitológico.
De dimensões similares a Rapto de Ganimedes (em Galeria) pode sugerir que os dois quadros foram criados para constituir um conjunto e serem vistos lado a lado, mas não há suporte documental para esta hipótese.
Para a postura arqueada da ninfa Io, representada de costas, Correggio inspirou-se em exemplos antigos, como o famoso baixo-relevo helenístico da Ara Grimani em que está representado Cupido beijando Psiquê. Em geral, a representação por trás de uma figura feminina em atitude erótica pertence à cultura artística antiga.
Dito isto, os possíveis modelos antigos foram habilmente transformados por Correggio para criar esta imagem esplêndida, onde o abandono da ninfa resulta em acolher aquela que é uma das representações mais virtuosas da pintura do século XVI: a nuvem suave e etérea em que se tinha transformado Jupiter para seduzir a belíssima Io.
A representação de nuvens havia interessado Correggio desde os anos dos afrescos da cúpula da Igreja de S. João em Parma e daqui em diante tornou-se quase uma figura estilística da sua pesquisa. Representar as nuvens, como de resto a chuva, a água, os relâmpagos, era considerada uma das principais dificuldades artísticas.

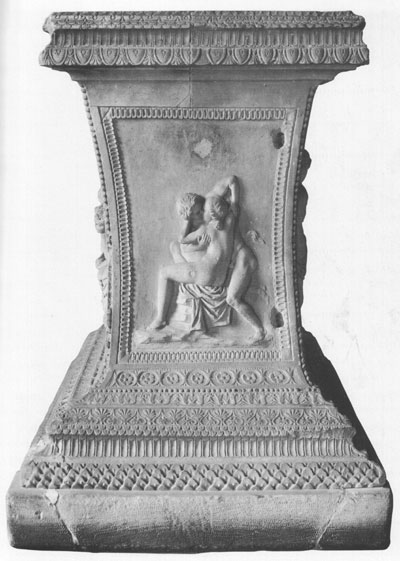
A Ara Grimani (fim sec. I a.C.), Museu Arqueológico Nacional de Veneza

No final da sua carreira, e para aquela que é de facto a sua última obra, Correggio empenhou-se em oferecer um exemplo da sua mestria. Não só a nuvem perolada e evanescente em que se entrevê um vulto humano, mas também uma poalha de água limpa em primeiro plano para cercar o gesto voluptuoso da ninfa de uma reverberação de luz crepuscular.

## História
A série dos Amores de Júpiter foi concebida após o sucesso da pintura de Vénus e Cupido espiados por um Sátiro. O artista teve tempo para executar quatro telas, ajustáveis aos pares pelas dimensões, e talvez outras estivessem planeadas. Mas a cronologia das quatro pinturas é um tema algo controverso. Mas o que importa é especialmente a contribuição fundamental que elas deram ao desenvolvimento da pintura mitológica e profana, graças ao novo e extraordinário equilíbrio entre a prestação naturalista e a transfiguração poética.
Pintado para Mântua, talvez para o Palácio Te, passou depois para a posse de Carlos V. Giorgio Vasari, que tinha ouvido falar do conjunto a Giulio Romano, citou apenas duas das pinturas, omitindo Júpiter e Io e o Rapto de Ganimedes (duas obras de igual formato).
Gould tentou explicar a omissão sugerindo que Io e Ganimedes tinham sido mandados fazer por Frederico II para si, e que os deu ao imperador durante a visita deste em 1532, e que tinha depois encomendado Leda e Danae (ambos em Galeria) expressamente para Carlos V; já para Verheyen, as quatro pinturas foram feitas para a sala Ovídio do Palácio Te e passaram a Carlos só após a morte do Duque Frederico (em 1540), talvez por ocasião do casamento do filho de Carlos, o infante Filipe.
Conservada nas coleções reais espanholas, passou em seguida, junto com Danae, para a coleção do escultor milanês Leone Leoni, na qual é lembrada por Giovanni P. Lomazzo no seu Tratado sobre a pintura de 1584; os dois quadros foram adquiridos entre 1601 e 1603 por um intermediário de Rodolfo II de Habsburgo com o Cupido que faz o arco de Parmigianino, e foram levados para Praga, mas já em 1610 estava junto com o Rapto de Ganimedes na coleção imperial de Viena.
A obra fascinou muitos artistas, especialmente do século XVII. Tendo saido de Itália no século XVI, é interessante verificar como devia mesmo assim ter permanecido no imaginário artístico ao ponto de um pintor, Pier Francesco Mola, dela ter feito de memória um desenho.

## Galeria

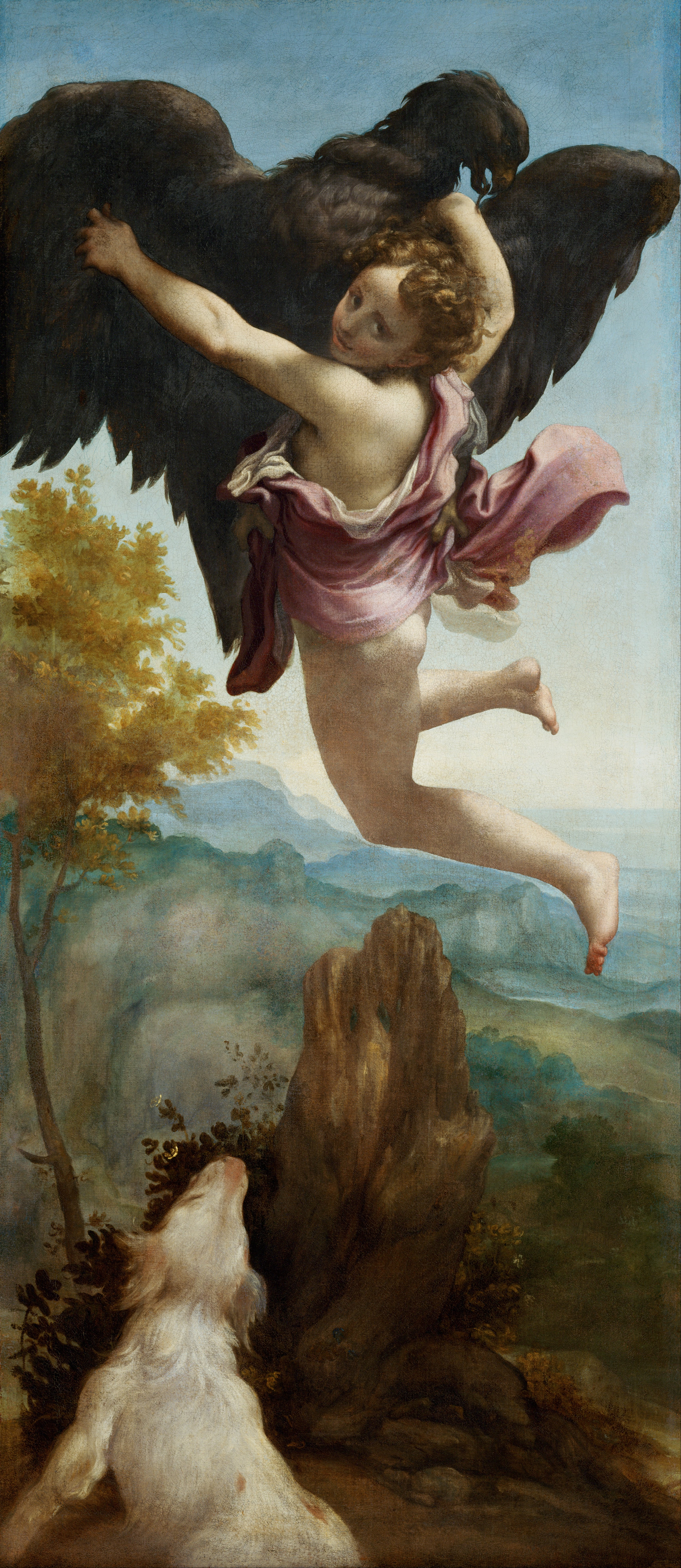
Rapto de Ganimedes (1531-32), Corregio, Museu de História da Arte em Viena
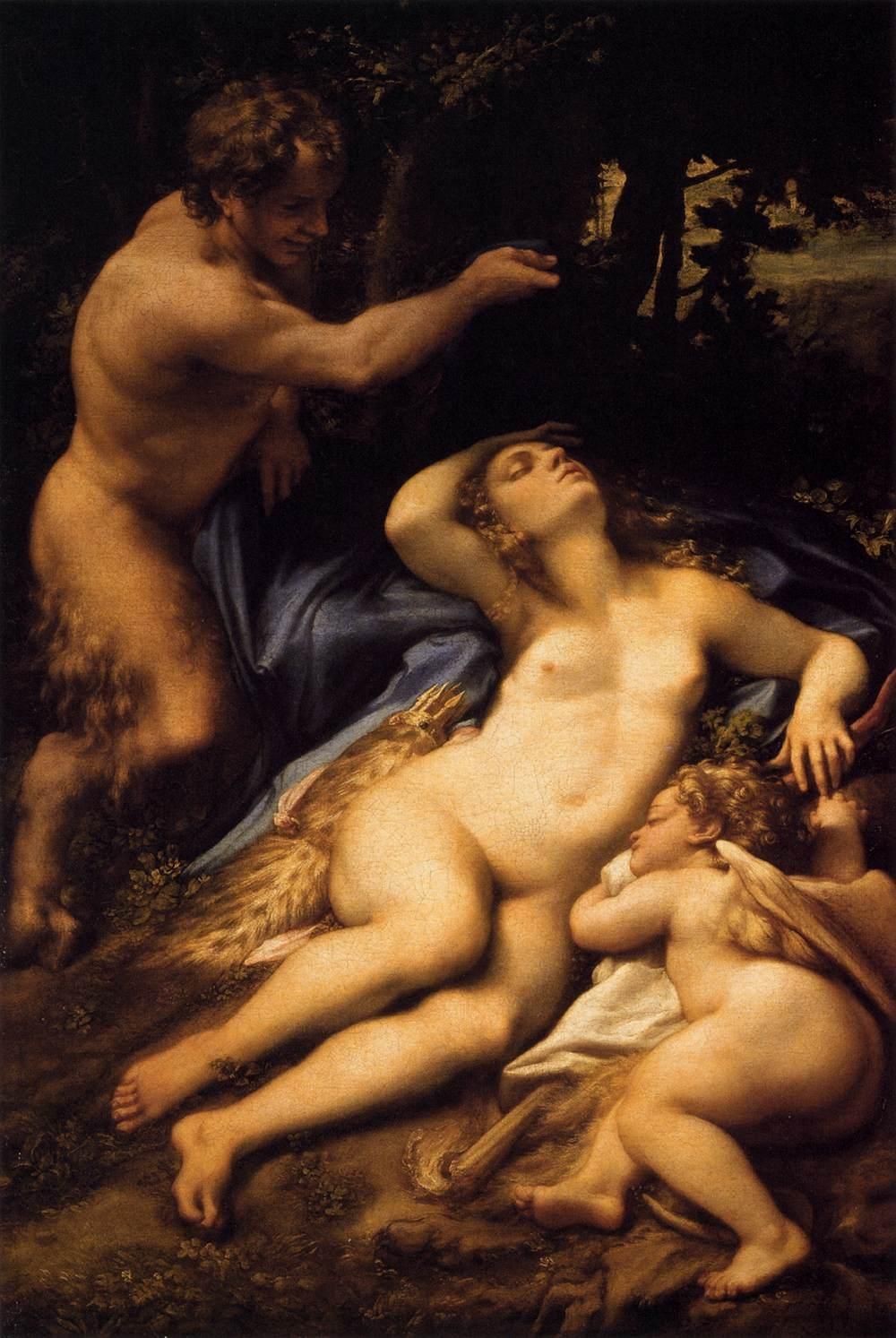
Vénus e Cupido espiados por um Sátiro (1527-28), Corregio, Museu do Louvre, Paris
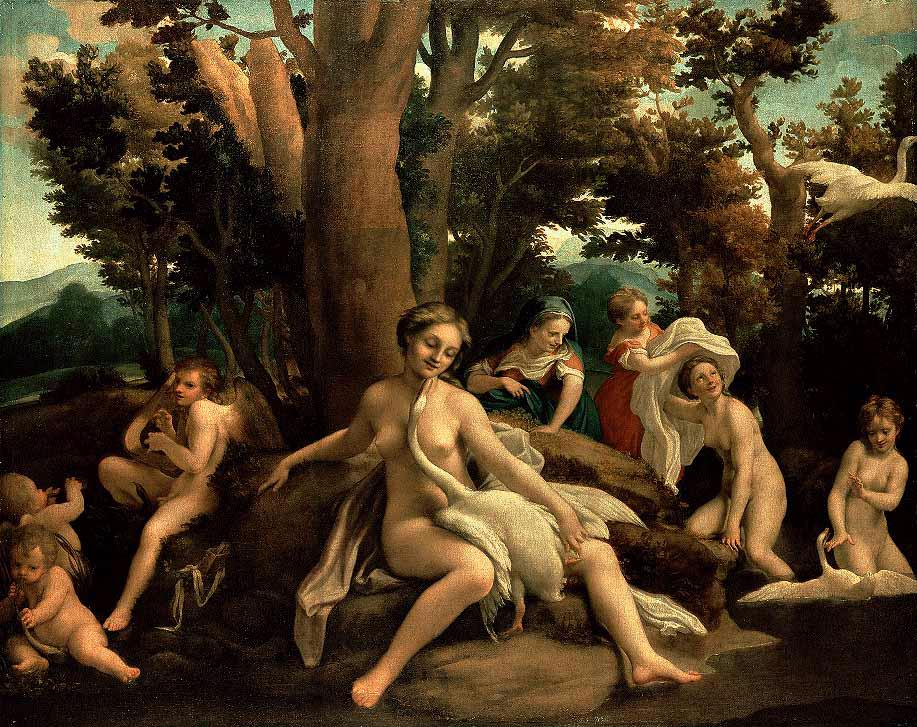
Leda e o Cisne (1530-31), Corregio, Gemäldegalerie, Berlim
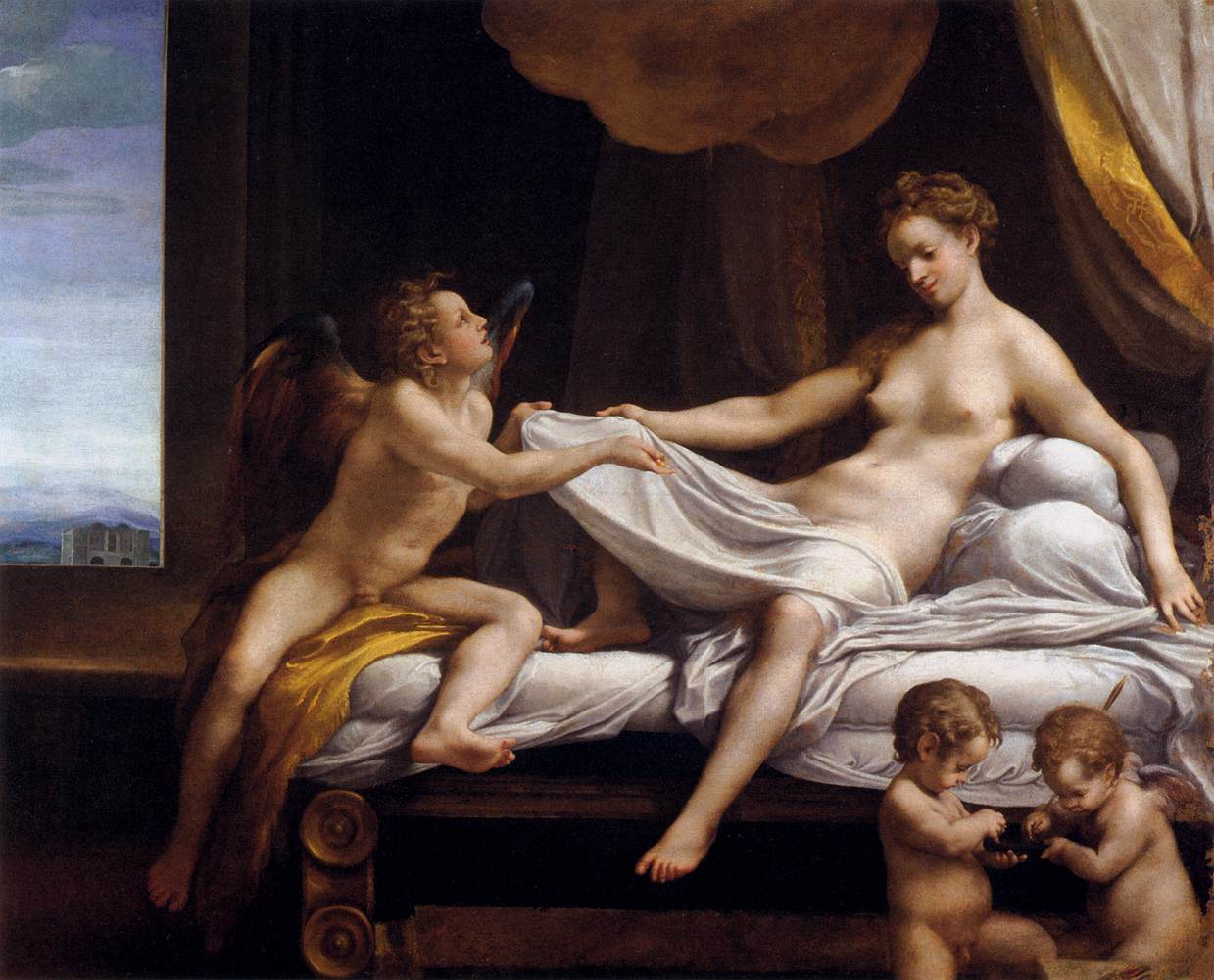
Danae (1531-32), Correggio, Galleria Borghese, Roma

### Ligação externa
- Nota em Correggio Art Home, donde provem uma parte do texto,
- Nota informativa no sítio oficial do Museu de História da Arte em Viena,